# Horse & Hound
Horse & Hound (in italiano Cavalli e Segugi) o anche Nag & Dog, è la più antica rivista di equitazione britannica, di proprietà della Time Warner, pubblicata settimanalmente fin dal 1884.
Il magazine contiene notizie sull'industria dei cavalli, risultati sulle gare di equitazione, consigli veterinari riguardanti la salute ed il mantenimento per cavalli, oltre che annunci sulla vendita di questi animali. La caccia alla volpe rappresenta un tema importante per la rivista, così come il concorso completo, il dressage, il salto ostacoli, l'ippica e le gare di bellezza per animali. Il magazine include articoli dai migliori fantini e dai migliori allenatori, come William Fox-Pitt, Mark Phillips, Graham Fletcher e Pammy Hutton, tra gli altri. La prima scrittrice di Horse & Hound è Lucy Higginson, mentre il fotografo Trevor Meeks è uno dei più attivi.
Tra i maggiori eventi equestri annuali riportati dalla rivista vi sono il Badminton Horse Trials, il Burghley Horse Trials, The Horse of the Year Show e il London International Horse Show a Olympia. Il magazine è pubblicato da IPC Inspire (ex Country & Leisure Media), che possiede anche la rivista sorella "Eventing and HORSE". Il giorno di uscita è il martedì, mentre la stampa viene fatta di solito il lunedì. La sede di Horse & Hound si trova nel Blue Fin Building (ex Kings Reach Tower), nel centro di Londra.
Horse & Hound è comunemente nota, dal pubblico non-britannico, dopo essere stata menzionata e mostrata nel film del 1999 Notting Hill; Hugh Grant, protagonista del film, nella pellicola, si è finto un corrispondente della rivista.